# Elvis Hernández
Elvis Hernández Huentén (Neuquén, Argentina, 22 de septiembre de 1999) es un futbolista argentino-chileno que juega como defensa en Coquimbo Unido de la Primera División de Chile.

## Trayectoria
Oriundo de Neuquén, llegó a las divisiones inferiores de Cipolletti tras dar sus primeros pasos en el Maronese.Debutó en el primer equipo el 14 de octubre de 2018, durante el empate de Cipoletti ante Independiente de Neuquén. En julio de 2019, estuvo a prueba en Huachipato de la Primera División de Chile.
En enero de 2020 fue anunciada su cesión a Unión La Calera de la Primera División chilena por toda la temporada 2020.Tras no sumar minutos, regreso en marzo de 2021 a Cipoletti. En octubre de 2022 es cedido a 9 de Julio.
El 8 de enero es anunciado como nuevo jugador de Coquimbo Unido de la Primera División chilena.

## Clubes
| Club                       | País      | Año       |
| -------------------------- | --------- | --------- |
| Cipolletti                 | Argentina | 2018-2021 |
| → Unión La Calera (cedido) | Chile     | 2020      |
| → 9 de Julio (cedido)      | Argentina | 2022      |
| Coquimbo Unido             | Chile     | 2024-Act. |